# 린다 울버턴
린다 울버턴(Linda Woolverton, 1952년 12월 19일 ~ )은 미국의 작가이며, 디즈니의 애니메이션 영화 《미녀와 야수》와 《라이온 킹》의 각본을 쓴 것으로 잘 알려져 있다. 《미녀와 야수》의 브로드웨이 뮤지컬 버전의 각본을 맡았고, 뮤지컬 《라이온 킹》의 각색에도 협력하였다. 그녀는 또한 브로드웨이 뮤지컬 《아이다》의 각본 공동 작업(로버트 펄스와 데이비드 헨리 황)과 《레스타트》의 각본을 쓰기도 하였다. 2010년 개봉한 팀 버튼의 영화 《이상한 나라의 앨리스》의 제작 협력과 각본을 맡았다.

## 미녀와 야수
1985년 초부터 1988년까지 두 개의 다른 각본 팀이 서로 나뉘어 《미녀와 야수》를 애니메이션 영화화 작업에 착수했지만 모두 실패하였다. 당시 디즈니에서 《다람쥐 구조대》의 대본 몇 개를 쓴 게 전부인 울버턴은 《미녀와 야수》의 소설을 쓰게 되었고, 이 소설은 디즈니 피쳐 애니메이션(Disney Feature Animation) 상부로부터 큰 인상을 받게 된다. 이것을 계기로 울버턴은 《미녀와 야수》의 각본을 담당하게 되었다.

## 애니메이션
- 《미녀와 야수》 (1991년)
- 《머나먼 여정》 (1993년)
- 《라이온 킹》 (1994년)
- 《뮬란》 (1998년, 부가 각본 요소)
- 《나누와 실라의 대모험》 (2007년, 나레이션)
- 《이상한 나라의 앨리스》 (2010년)

## 텔레비전
1985년 울버턴은 어린이 텔레비전 작가로 활동하며 《이웍》, 《유령 대소동》, 《앨빈과 슈퍼밴드》, 《다람쥐 구조대》, 《욕심쟁이 오리 아저씨》의 대본을 썼다.

## 저서
《스타 윈드》, 《바람이 불기 전에 달려라》(Running Before the Wind)의 두 가지 청소년 소설을 썼다. 두 책은 모두 휴턴 미플린 출판사에서 출판하였다.

## 수상과 후보

### 토니 상
- 《미녀와 야수》 (1994년)[4]
  - 토니 상, 뮤지컬 각본상 후보

### 올리버 상
- 《미녀와 야수》 (1998년)[5]
  - 올리버 상, 최우수 신작품상 (Best New Musical) 수상